# Mineração de asteroides

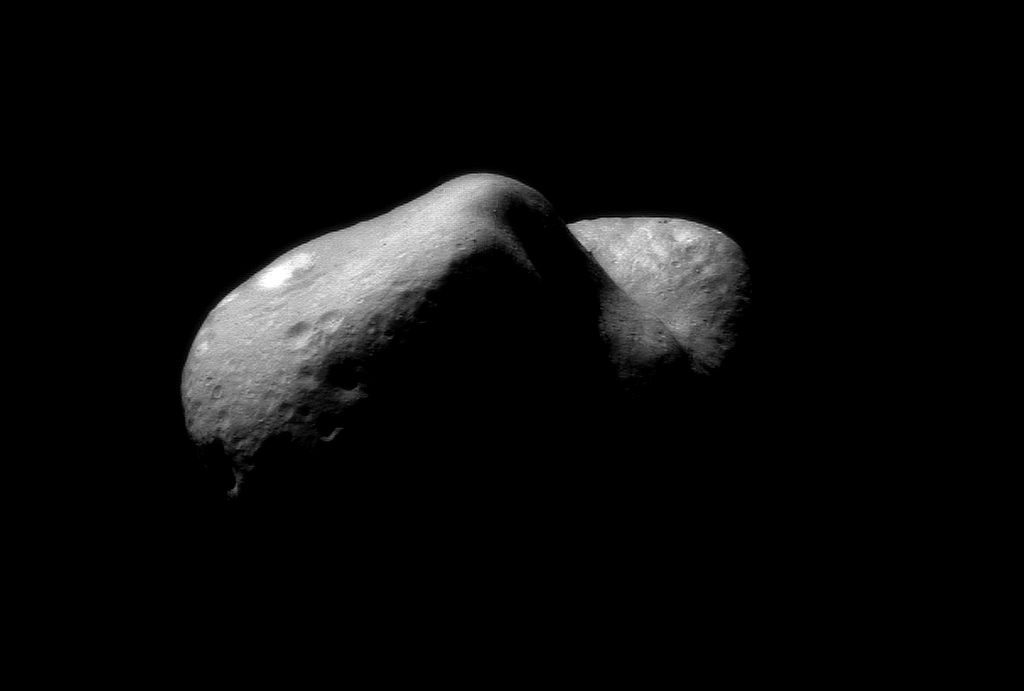
433 Eros é um asteroide tipo S em uma órbita próxima da Terra.

A Mineração de asteroides refere-se à possibilidade de explorar as matérias-primas de asteroides e outros corpos menores do sistema solar, incluindo objetos próximos da Terra. Os minerais e os compostos voláteis podem ser extraídos de um asteroide ou um cometa para fornecer materiais de construção no espaço (por exemplo, ferro, níquel, titânio), extrair água e oxigênio para sustentar a vida de astronautas exploradores no espaço, assim como o hidrogênio e o oxigênio para seu uso como combustível de foguete. Na exploração do espaço, essas atividades são conhecidas como utilização de recursos in-situ.

## Finalidades

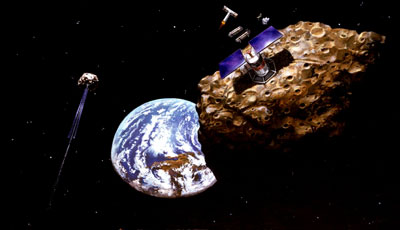
Concepção artística de mineração de asteroides.

A ideia de extrair matérias-primas de asteroides, como ferro, níquel e água, é levada em consideração desde a década de 80, mas nunca avançaram devido aos altos custos do projeto. Atualmente, com empresários bilionários envolvidos, o projeto começa a ser levado a sério como uma alternativa à escassez de recursos naturais terrestres.
Os asteroides possuem os mais variados materiais para a mineração, como ouro, ferro e platina, que são de grande importância para o mercado mundial. Porém, um dos recursos mais valiosos para os seres humanos que exploram o espaço é a água, que também pode ser encontrada nesses corpos celestes. Outro recurso imprescindível para a exploração espacial são os combustíveis para o abastecimento de foguetes e espaçonaves, que também poderão ser extraídos desses objetos, o que reduziria os custos das futuras missões espaciais.
O objetivo é que essa mineração ocorra em asteroides próximos da Terra. De acordo com empresários, existem cerca de 400 mil desses objetos nestas condições.

## Seleção de asteroides

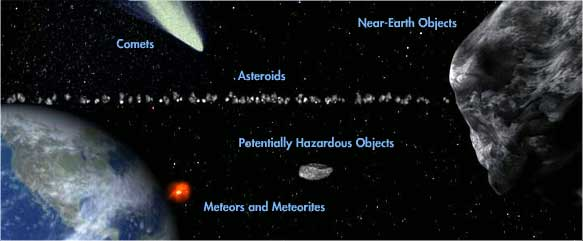
Gráfico de objetos próximo da Terra.

Um fator importante a ser considerado na seleção de futuros alvos para a mineração, é a economia orbital, é preciso antes de tudo identificar quais asteroides são ricos em recursos.
Os asteroides próximos da Terra são considerados como melhores candidatos para as primeiras atividades de mineração. Suas localizações os tornam disponíveis para uso na extração de materiais de construção para as instalações com base no espaço próximo à Terra, reduzindo razoavelmente o custo econômico para o transporte de suprimentos em órbita ao redor da Terra.
A partir da escolha do objeto a empresa mineradora tem que desenvolver equipamentos que possam ser capaz de chegar até o local e que tenham capacidades de operar em um ambiente com baixa gravidade. Após essa tarefa, ainda é necessário transportar todo o material coletado até uma estação espacial ou diretamente para a Terra.

## Projetos de mineração propostos
A exploração do espaço sempre fascinou a humanidade e os primeiros passos para esta grande aventura poderá começar em breve. Duas empresas pioneiras foram recentemente fundadas, a Planetary Resources Inc. e a Deep Space Industries, já estão elaborando projetos para iniciar a mineração de asteroides.[carece de fontes?]
A mineração de asteroides refere-se a exploração e utilização de asteroides que possuem órbitas próximas da Terra para a extração de metais raros e preciosos e água. Estes materiais podem ser coletados e trazidos à Terra para serem usados como matéria-prima ou auxiliariam na sustentação de outras missões espaciais.[carece de fontes?]
As duas empresas afirmam que a mineração destes corpos celestes é mais fácil do que a mineração da crosta terrestre. E acredita-se que existem bastantes metais preciosos no espaço à espera de serem explorados. Segundo a Planetary Resources, uma única rocha espacial de 500 metros de largura poderá ser tão rica em platina que conteria o equivalente a todos os metais do grupo platina já extraídos na história humana.[carece de fontes?]
Existem também vários asteroides ricos em água. A água pode ser dividida em hidrogênio e oxigênio, os principais componentes para o combustível de foguetes e que também pode ser consumido por astronautas e engenheiros que trabalhem nestas instalações espaciais e no cultivo de vegetais. Atualmente, esses recursos necessitam ser enviados da Terra e esses custos poderiam ser reduzidos quase inteiramente por meio da mineração de asteroides.[carece de fontes?]
Estes projetos ainda estão em fase de planejamento e há muito trabalho para ser realizado, com muitas tecnologias essenciais ainda em estágio inicial de desenvolvimento. Porém o espírito de descoberta e exploração que a humanidade necessita principalmente para se estabelecer como espécie dominante encontra-se vivo e vigoroso nessas empresas, indicando que o futuro da mineração de asteroides será realmente promissor.[carece de fontes?]